# Eat the Document
Eat the Document ist ein Dokumentarfilm über Bob Dylans Großbritannien-Tour von 1966, die er mit The Hawks unternahm und bei der er erstmals mit elektrischer Gitarre auftrat. Dylan führte Regie und schnitt den Film gemeinsam mit Howard Alk und D. A. Pennebaker, der im Jahr zuvor Dylans Großbritannien-Tour mit dem Film Dont Look Back dokumentiert hatte. Eat the Document war ursprünglich für die Reihe Stage ’66 des Fernsehsenders ABC gedacht.
Der Film wurde der Öffentlichkeit nie zugänglich gemacht. Einige nichtautorisierte Kopien befinden sich im Besitz von Sammlern, darunter auch Kopien eines längeren Ausschnitts, in denen ein unter Drogen stehender Dylan zusammen mit John Lennon in einem Taxi zu sehen ist. Ausschnitte des Films wurden später in Martin Scorseses Film No Direction Home – Bob Dylan verwendet.
Der Film enthält unter anderem ein Interview mit dem Besucher eines Konzerts in Manchester, der während der zweiten Hälfte, in der Dylan elektrische Gitarre spielte, „Judas“ rief. Zudem wurden Szenen im Hotel sowie ein Duett mit Johnny Cash gefilmt.